# Bataille de Kassab
Guerre civile syrienne
Batailles
La bataille de Kassab, appelée l'offensive al-Anfal par les rebelles, a lieu lors de la guerre civile syrienne. Le 21 mars 2014, les rebelles lancent depuis la Turquie une offensive sur la ville de Lattaquié. Ils s'emparent de Kessab, située sur la frontière, les loyalistes contre-attaquent et après des combats longtemps indécis, ils reprennent la ville le 15 juin.

## Déroulement

Carte de situation de l'offensive dans le Gouvernorat de Lattaquié (mars 2014).
Zones contrôlées par le régime syrien et ses alliés.
Zones contrôlées par les rebelles.

Le 21 mars 2014, au nord, les rebelles lancent une offensive préparée depuis plusieurs mois et visant à prendre le gouvernorat de Lattaquié depuis la Turquie. Ils franchissent la frontière à l'ouest et au sud-est de Kessab. L'attaque part du mont Kassius et des villages turkmènes (en territoire turc) situés sur les hauteurs. Elle est menée par plusieurs groupes islamistes : le Front al-Nosra, Ansar al-Cham, Ahrar al-Cham et le Harakat Cham al-Islam,. La 1re division côtière de l'Armée syrienne libre prend également part à l'offensive. Les rebelles disposent de quelques chars et dès le premier jour ils s'emparent de la petite ville de Kessab.
Le 22 mars, les rebelles prennent la colline de site militaire dénommé « l’Observatoire 45 », l'armée syrienne contre-attaque rapidement et des combats acharnés et indécis ont lieu.
Le 23 mars, un MiG-23 syrien est abattu près de Kessab par un F-16 turc, le pilote parvient à s'éjecter. La Turquie accuse la Syrie d'avoir violé son espace aérien, ce que la Syrie nie en dénonçant le soutien de la Turquie aux « groupes terroristes ».
Peuplée d'environ 5 000 habitants, la population du canton de Kassab est principalement chrétienne et Arménienne et compte aussi un tiers d'alaouites. La prise de la ville par des groupes islamistes provoque l’émoi en Arménie et dans le monde. Depuis le début de la guerre civile en Syrie, les habitants de Kassab ont accueilli nombre de réfugiés de la diaspora arménienne fuyant les villes syriennes ravagées (dont ceux du village arménien de Yacoubié, vidé de sa population). Dès le début de l'attaque, presque toute la population arménienne de la ville prend la fuite en direction de Lattaquié, sans rencontrer d'opposition de la part des rebelles qui les laissent passer sur certains points. Ces derniers publient des vidéos pour chercher à rassurer la population, le maire arménien de la ville, Vasken Chaparian, déclare qu'à sa connaissance, « aucun Arménien n'a été tué ou blessé ». Cependant des pillages sont commis dans des maisons, l'église est incendiée, les murs sont tagués de graffitis anti-chrétiens, des tombes sont profanées et des statues détruites.
Le 25 mars, les rebelles prennent le village de Samra, donnant ainsi pour la première fois à la rébellion syrienne une ouverture sur la mer.
De violents combats s'ensuivent, notamment pour le contrôle de la tour 45, capturé par Ansar Al-Cham le 26 mars, reprise définitivement par l'armée syrienne le 3 avril. L'aviation syrienne pilonne les environs de Kassab. Le front se stabilise et l'armée gouvernementale syrienne entame alors une contre-offensive. Le 28 avril, des commandos de l'unité Suqur Al Sahra (« les Faucons du Désert ») de l'armée syrienne reprennent le village d'al-Samra en débarquant depuis la mer, bloquant l'accès des islamistes à la mer.
Le 14 juin, face à la contre-offensive de l'armée syrienne et du Hezbollah, la plupart des rebelles abandonnent Kassab et se replient en Turquie. Le 15 juin 2014, l'armée syrienne entre dans la ville et en reprend le contrôle après des combats contre quelques petits groupes rebelles; Dans les jours qui suivent, les habitants commencent à rentrer chez eux.

## Pertes
Selon l'Observatoire syrien des droits de l'homme (OSDH), les combats livrés du 21 au 30 mars font plus de 1 000 tués ou blessés, dont 128 morts chez les rebelles et 194 tués du côté des loyalistes,.
Parmi les morts figurent le général Hilal Al-Assad, un cousin éloigné du président Bachar el-Assad, chef des Forces de défense nationale du gouvernorat de Lattaquié, tué le 23 mars avec sept de ses hommes,. Un chef rebelle, Abou Souhaib al-Turkmeni, est tué au début des combats. Ibrahim Benchekroun, chef du groupe djihadiste Harakat Cham al-Islam, meurt au combat le 2 avril,.